# Tekken 7
Tekken 7 is een computerspel en het zevende deel (exclusief spin-offs) van Namco's Tekken-serie. Het spel werd in maart 2015 uitgebracht in Japan als arcadespel. Het spel is op 2 juni 2017 uitgebracht voor de PlayStation 4, Xbox One en Windows, en het is ook ontworpen om te functioneren met PlayStation VR. 
Tekken 7 heeft als doel gekregen om een breder publiek aan te trekken. Naast het versimpelen van de gameplay worden er ook een aantal opmerkelijke nieuwe personages aangekondigd. Shaheen is de eerste Arabische personage in de game, terwijl Lucky Chloe met haar cosplayverschijning een knipoog is naar de groeiende populariteit van de Tekken serie op cosplayevenementen.

## Verhaal
Tekken 7 staat in het teken van het einde van de Mishima-saga waarbij Kazuya Mishima en Heihachi Mishima het in een gevecht tegen elkaar opnemen. De eindbaas van de game is de bovenmenselijke vorm van Kazumi Mishima, de wijlen moeder van Kazuya Mishima en wijlen echtgenote van Heihachi Mishima.

## Personages
Het spel beschikt over 21 personages. Via tussentijdse netwerkupdates ontvangt het arcadespel data van nieuwe personages in de toekomst.
- Alisa Bosconovitch
- Anna Williams
- Asuka Kazama
- Bryan Fury
- Claudio Serafino (nieuw)
- Feng Wei
- Heihachi Mishima
- Hwoarang
- Jin Kazama
- Josie Rizal
- Katarina Alves (nieuw)
- Kazuya Mishima
- King
- Lars Alexandersson
- Lili Rochefort
- Lucky Chloe (nieuw)
- Leo Kliesen
- Ling Xiaoyu
- Marshall Law
- Paul Phoenix
- Sergei Dragunov
- Shaheen (nieuw)
- Steve Fox
- Nina Williams
- Akuma
- Kazumi
- Gigas
- Panda
- Kuma
- Jack-7
- Eliza
- Devil Jin
- Jin
- Lee Chaolan/Violet
- Bob
- Master Raven
- Guest DLC pack Winter: Geese van KoF

## Nieuwe ontwikkelingen
Tekken 7 moet volgens Katsuhiro Harada een nieuw generatie spelers aan kunnen spreken. Zo zal de game onder andere toegankelijker gemaakt worden voor nieuwe en beginnende spelers.
- Het spel krijgt een nieuwe mechaniek genaamd Rage Arts. Wanneer een speler een bijna uitgeputte levensbalk heeft, krijgt deze speler toegang tot deze Rage Art die per personage verschilt. Een Rage Art is een sterke cinematische aanval die ook in combo's te gebruiken is.
- Het spel krijgt een andere nieuwe mechaniek genaamd Power Crushes. Dit zijn aanvallen die dwars door diverse aanvallen van de tegenstander gaan. Deze aanvallen zijn vooral nuttig bij tegenstanders met een agressieve speelstijl die blijven aanvallen.
- Het "Bound" mechanisme uit Tekken 6 is herontwikkeld tot het "Screw" mechanisme. Deze nieuwe versie maakt combo's moeilijker en korter, maar biedt tegelijkertijd nog steeds de mogelijkheid aan om combo's te verlengen.
- Op het moment dat een aanval voor een K.O. kan gaan zorgen, vertraagt de game automatisch om het goed in beeld te brengen. Deze mechaniek treedt ook op bij mogelijke Double K.O. momenten.
- Het breken van worpen is eenvoudiger geworden
- Opstaan na gevloerd te zijn is eenvoudiger geworden. Voorheen kon men tijdens het omhoog rollen in een combo van de tegenstander terechtkomen als het opstaan op onvoorzichtige wijze gedaan werd.
- De game bevat meer flitsende "hit effects" voor een meer "over-the-top" gevoel
- Elke ronde verandert de achtergrondmuziek tijdens een gevecht. In de laatste ronde gaat dit gepaard met een geluidsversnelling in tempo.